# Neville Stephen D'Souza
Neville Stephen D'Souza (Maharashtra, 3 agosto 1932 – 16 marzo 1980) è stato un calciatore indiano, di ruolo attaccante.

## Biografia[2]
Nato nel 1932, si sposò con Lyra da cui ebbe tre figli, Nigel, Liesel e Fleurel.
Morì a causa di una emorragia cerebrale nel 1980.

## Carriera

### Club
In patria ha giocato tra le file del Goan Sports Club, del Tata Sports Club e dal 1958 con il Caltex.

### Nazionale
Con la sua nazionale partecipa al torneo di calcio della XVI Olimpiade del 1956, disputate al Melbourne in Australia. Raggiunse con l'India il quarto posto finale, perdendo il 7 dicembre 1956 la finale per il 3º posto contro la Bulgaria per 3-0.
Fu il capocannoniere della competizione con quattro reti insieme al bulgaro Dimităr Milanov ed allo jugoslavo Todor Veselinović.